# İlkan Karaman
İlkan Karaman (* 13. Mai 1990 in Istanbul; † 8. September 2024 in Datça, Provinz Muğla) war ein türkischer Basketballspieler.

## Werdegang
Karaman erlernte das Basketballspiel in der Nachwuchsabteilung von ITU Istanbul. In der Saison 2011/12 erreichte er als Spieler von Karşıyaka SK einen Durchschnitt von 10,7 Punkten je Begegnung und damit seinen höchsten Wert in der türkischen Liga.
Beim NBA-Draftverfahren 2012 wurde er an 57. Stelle von den Brooklyn Nets ausgewählt. Für selbige spielte er auch im selben Jahr in der Sommerliga der NBA. 2013 gewann er mit Fenerbahçe Istanbul den türkischen Pokalwettbewerb sowie den türkischen Präsidentenpokal. In der Saison 2014/15 wurde Karamans Entwicklung als Basketballspieler durch eine Knieverletzung zurückgeworfen, er musste deshalb in dieser Spielzeit aussetzen.
Nachdem er von seinem Landsmann Erman Kunter nach Frankreich geholt worden war, spielte er ab 2019 bei Cholet Basket. Im Oktober 2020 verpflichtete ihn Olympique d’Antibes, um einen verletzten Spieler zu ersetzen, allerdings verhinderte die Unterbrechung des Spielbetriebs aufgrund der COVID-19-Pandemie etwaige Einsätze für den französischen Zweitligisten.
Karaman nahm mit den türkischen Jugendnationalmannschaften an der U16-Europameisterschaft 2006 sowie an den U20-Europameisterschaften 2009 und 2010 teil. Er bestritt auch Länderspiele für die Herrennationalmannschaft.
Karaman starb am 8. September 2024, nachdem er am Straßenrand auf einen Freund wartend von einem Fahrzeug erfasst worden war, dessen laut Medienberichten alkoholisierter Fahrer die Kontrolle über den Wagen verloren hatte.